# Abigail (groupe)
Pour les articles homonymes, voir Abigaïl.
Abigail (アビゲイル) est un groupe japonais de thrash metal et black metal, originaire de Tokyo.

## Biographie
Le groupe se forme en 1992 avec Barbatos (basse), Y. Ono (batterie), et Yasunori Nagamine (guitare),. À cette période, le death metal domine la scène underground japonaise. Ils publient un premier EP intitulé Descending from a Blackend Sky avec Yasuyuki Suzuki. Suzuki réussit à négocier un contrat avec le label Modern Invasion. Le groupe publie son premier album studio intitulé Intercourse and Lust, en mai 1997, qui fait participer le groupe néerlandais Winds Funeral, et est initialement tiré à 700 exemplaires. Il contient le single Confound Eternal. Mécontent des chiffres de vente de leur album, le groupe met fin à son contrat avec Modern Invasion.
Entre 1997 et 2001, le groupe fait une pause. Suzuki et Yasunori fondent à cette période, avec Mirai Kawashima de Sigh, le projet Cutthroat. Ils publient plus tard l'EP Welcome All Hell Fuckers, sur le label français Drakkar Productions. Peu après, Abigail joue pour la première fois en Amérique du Nord. Avec le groupe japonais Anwyl, ils se font surnommer les Black Metal Yakuza. En 2005, ils publient leur album Alive in Italy.
En 2015, le magazine OC Weekly classe le groupe quatrième de sa liste des 10 meilleurs groupes de metal japonais.

## Membres
- Yasunori - guitare
- Yasuyuki - chant, basse

## Discographie
- 1997 : Intercourse and Lust
- 2002 : Welcome All Hell Fuckers
- 2003 : Forever Street Metal Bitch
- 2004 : Fucking Louder than Hell
- 2005 : Alive in Italy